# Nissan Sakura
La Nissan Sakura (japonais :日 産 ・ サ ク ラ) est une keijidōsha électrique à batterie commercialisée par Nissan et produite par NMKV. Nommée d'après la fleur nationale du Japon, elle est introduite le 20 mai 2022 en tant que première keijidōsha électrique à batterie de Nissan. Elle est développée et fabriquée aux côtés de la Mitsubishi eK X EV, qui partage la même carrosserie que l’eK X essence. Son design a été présenté en avant-première par le concept IMk qui a été présenté en 2019.
Le véhicule est propulsé par un seul moteur électrique d'une puissance maximale de 47 kW (64 ch) et d'un couple maximal de 195 N⋅m avec une vitesse maximale de 130 km/h. Le stockage de la batterie utilise un accumulateur lithium-ion de 20 kWh avec une autonomie estimée à 180 km (110 miles) selon la procédure d'essai mondiale harmonisée pour les véhicules légers. Les niveaux de finition disponibles sont S, X et G et sont vendus au Japon depuis mi-2022,,.

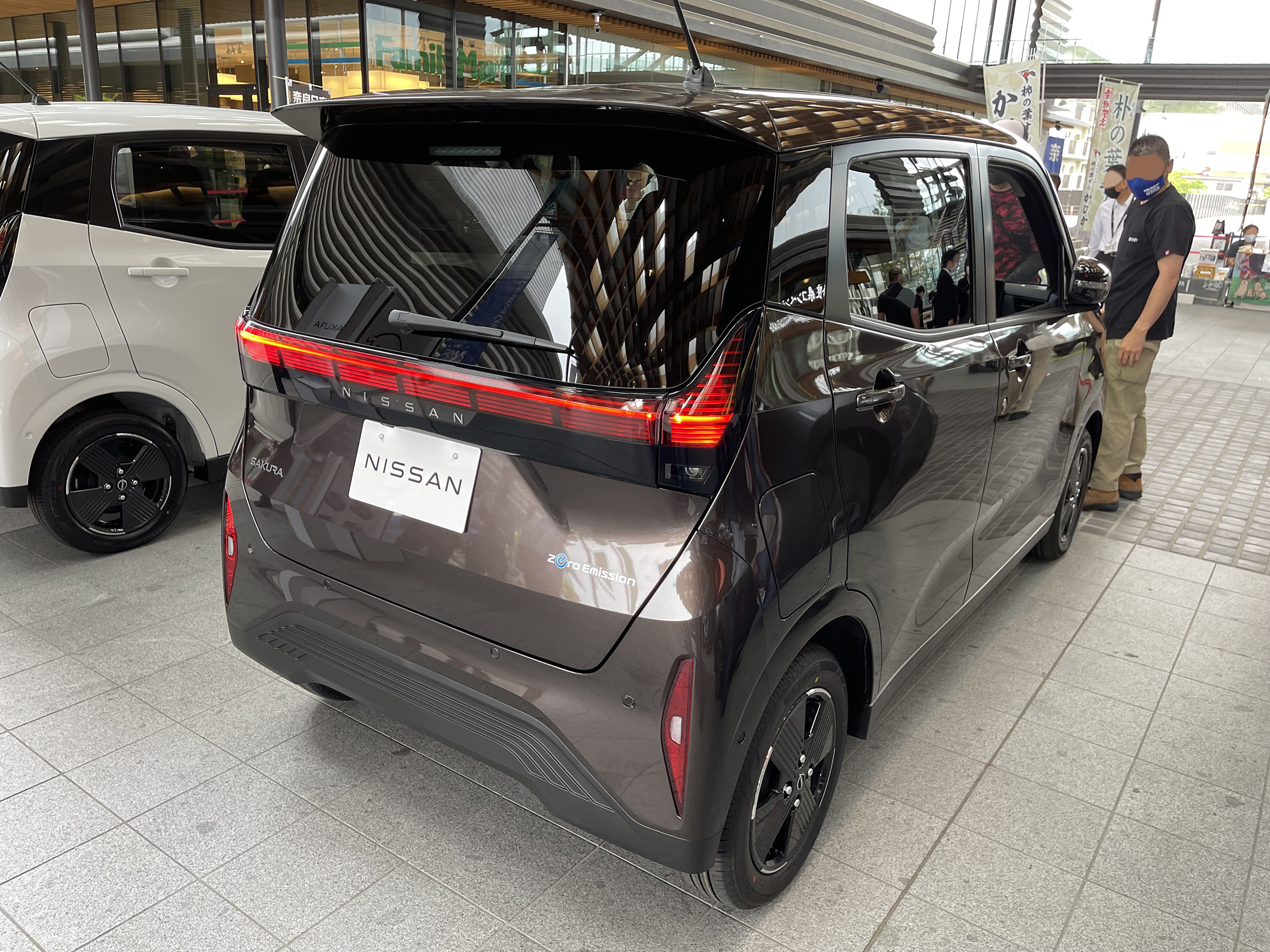
Vue arrière
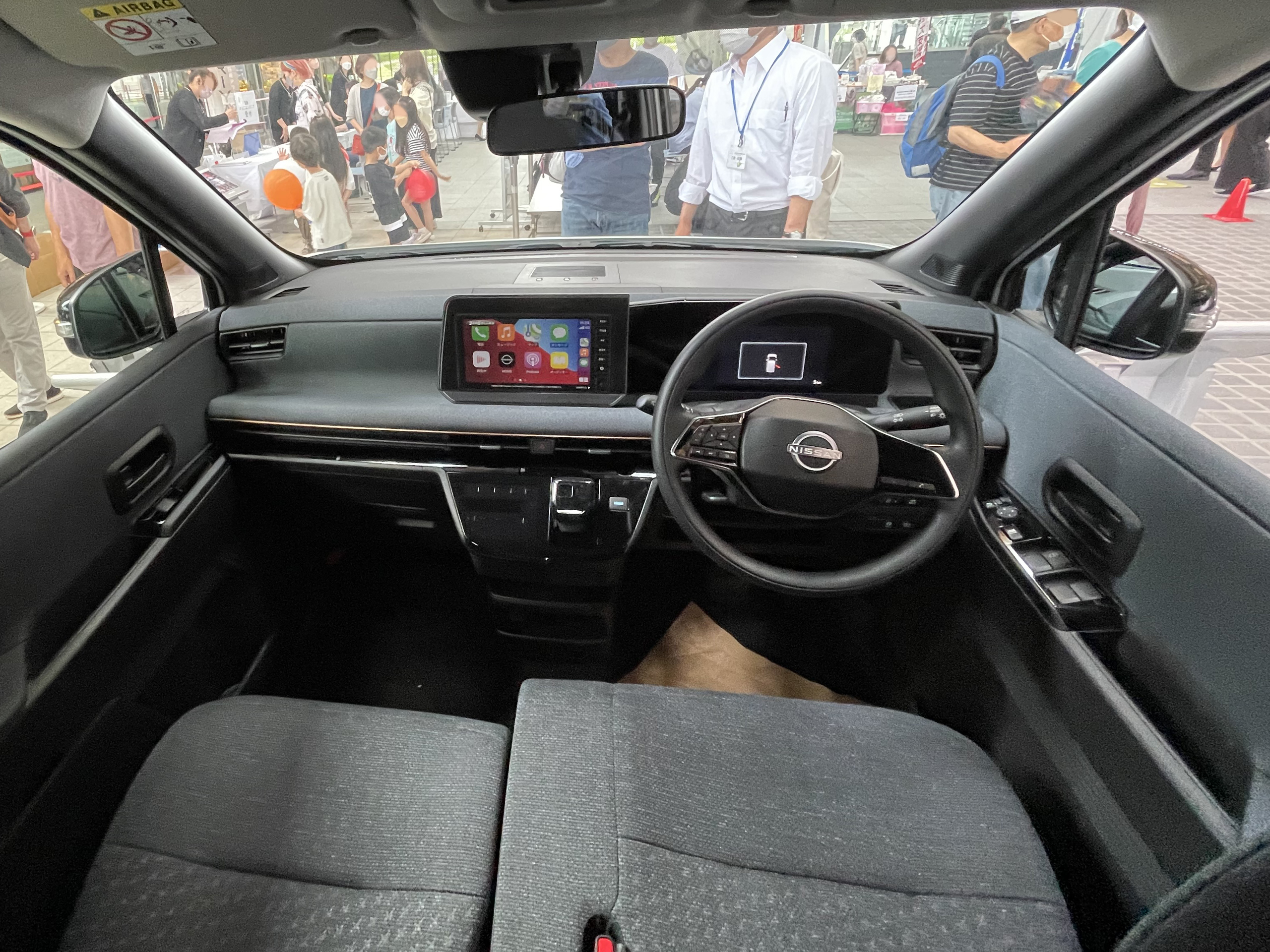
Intérieur